# Iglesia de la Resurrección de Nuestro Señor en Białystok
La Iglesia de la Resurrección de Nuestro Señor en Bialystok es una iglesia construida entre 1991 y 1996 en estilo barroco.
Desde el exterior se pretendía inspirarse en la desaparecida Iglesia de los Santos Apóstoles Pedro y Pablo y el Monasterio Basiliano en Berezwecz, en Bielorrusia (antiguo voivodato de Vilna), que fue un ejemplo destacado del Barroco de Vilna. En su interior se conservan pinturas (entre ellas las de los Evangelistas, del Papa Juan Pablo II y del Primado de Polonia, el cardenal Józef Glemp ). Construida por iniciativa del párroco, P. Prelado Tadeusz Kravchenko.

## Historia de la construcción
La parroquia católica romana de la Resurrección del Señor en Białystok fue erigida el 24 de junio de 1990 por el obispo Edward Kisiel, administrador apostólico de la Arquidiócesis de Białystok. El párroco de la nueva parroquia era el P. Prelado Tadeusz Krawczenko, fiscal del Seminario Mayor Arquidiocesano de Białystok y constructor del Seminario de Białystok, y anteriormente también de la iglesia parroquial de Narewka. La primera iglesia de la parroquia dedicada a la Resurrección del Señor fue una iglesia de madera en el cementerio de Roch en ul. Antoniuk Fabryczny, construido en 1946 y ampliado en 1990. La iglesia parroquial de la Resurrección del Señor fue construida en los años 1991-1996 por iniciativa del P. El prelado Tadeusz Kravchenko y los feligreses. Las intenciones ideológicas de la nueva iglesia para esta parroquia eran conmemorar a todos los polacos que murieron a manos de los invasores. Por eso en la iglesia fueron conmemorados tres sacerdotes de la Arquidiócesis de Vilna, asesinados por los nazis, ahora beatificados: Władysław Maćkowiak, Stanisław Pyrtek y Mieczysław Bohatkiewicz.

## Arquitectura exterior y diseño interior
Inicialmente, el modelo arquitectónico debía ser la Iglesia de los Santos Apóstoles Pedro y Pablo y el Monasterio Basiliano en Berezwecz (antiguo voivodato de Vilna, actualmente Bielorrusia), de la post-basiliana, que fue destruida por los soviéticos y es un excelente ejemplo de la arquitectura barroca de Vilna. Sin embargo, la iglesia terminada en Białystok difiere significativamente del original porque, en comparación con el original, carece de las pilastras multiplicadas en el piso inferior de las torres, los paneles debajo y encima de las ventanas y la almohadillación, los elementos de los zócalos del risalit semicircular central son diferentes, el tamaño de los nichos en los pisos intermedios de las torres es diferente, los nichos están intercambiados con las ventanas, falta el panel en la parte superior de la fachada, las volutas, las buhardillas y los cascos son diferentes. El diseño de la iglesia en Białystok fue preparado por mgr inż. arco. Michal Balash. La iglesia puede describirse como una basílica neobarroca de tres naves con ábside, sacristía, capilla del Santo Sepulcro y coro del órgano, dos torres y un sótano. Hay también una iglesia inferior de tres naves, con salón, ábside y dos sacristías. En la zona de entrada, debajo de la terraza, se encuentra el Santuario de Gloria Victis y la gloria de los defensores de Białystok en septiembre de 1939. La decoración de la iglesia empezó en 1997 (por el escultor Dr. Jerzy Grygorczuk de Białystok y el pintor Jerzy Pasternak de Cracovia). El constructor de la iglesia fue el MSc. Ing. Wacław Pacuk y los directores de obra: Ing. construir. Jerzy Zdanowicz y el Ing. construir. Estanislao Rymar. La iglesia parroquial de la Resurrección del Señor tiene los siguientes parámetros: ancho – 29,30 m; longitud (con terraza y escalera de entrada) – 54,25 m; altura incluyendo torres – 50,00 m; volumen total – 23.820 m³; Superficie construida – 1318,5 m². 1.500 creyentes podrán participar en las celebraciones de la iglesia.
En el año 1999 se inauguró la iglesia de madera en el cementerio de San Roque. En su lugar, en los años 2000-2003, el párroco, prelado Tadeusz Krawczenko, construyó una nueva iglesia dedicada a Todos los Santos según el diseño del arquitecto Maestría en Ingeniería Michał Balasz. El templo fue construido en estilo barroco. Fue decorado por los artistas antes mencionados: Dr. hab. Arte Jerzy Grygorczuk y el Maestro de Artes Jerzy Pasternak.

El arzobispo Wojciech Ziemba, metropolitano de Białystok, mediante su decreto del 27 de junio de 2005 el (decreto entra en vigor el 1 de julio de 2005) estableció una nueva parroquia católica romana bajo el patrocinio de Todos los Santos, separando su área de parte de la parroquia de la Resurrección del Señor y la parroquia de San Nicolás. Casimiro el Príncipe . El primer párroco de la nueva parroquia fue el P. El prelado Tadeusz Krawczenko, mientras que el párroco de la parroquia de la Resurrección del Señor era el P. Prelado Dr. Stanisław Hołodok.

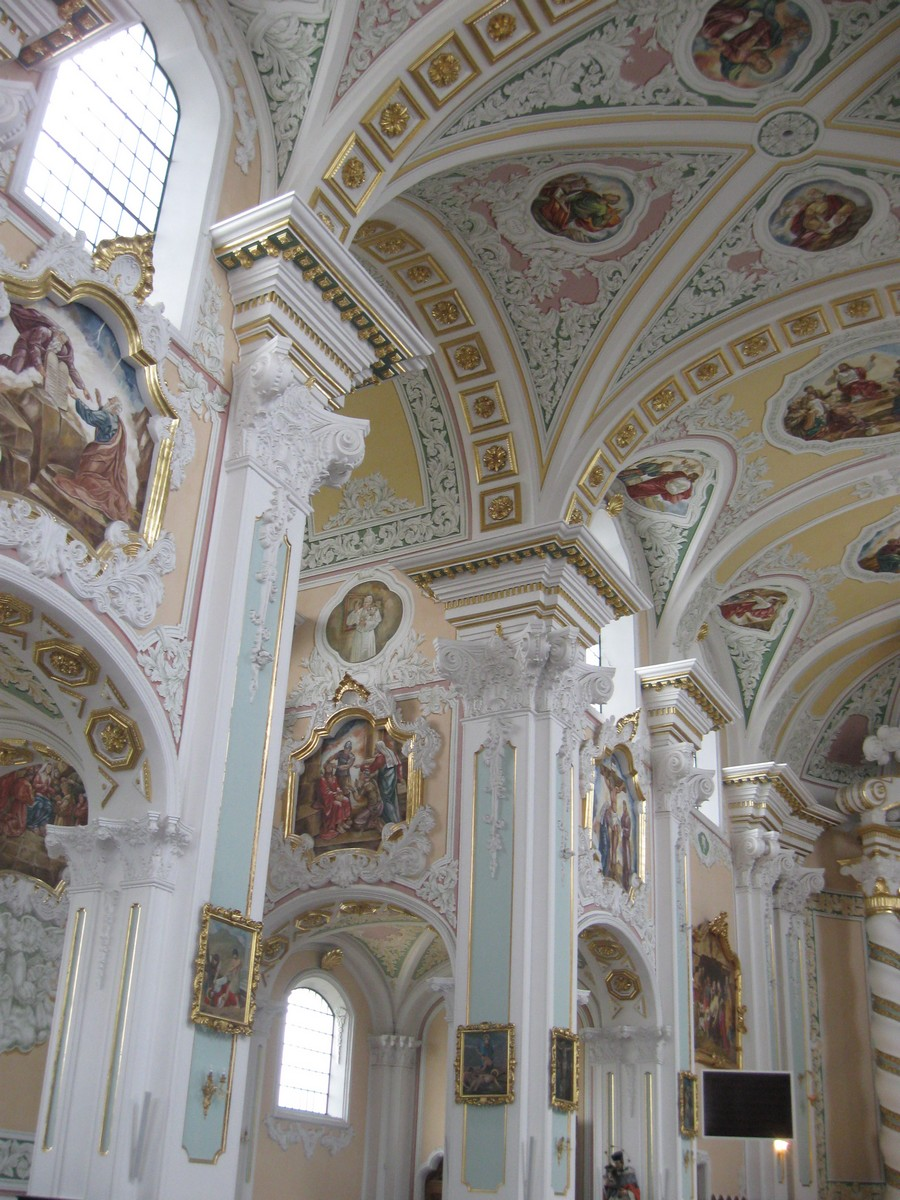
Nave izquierda
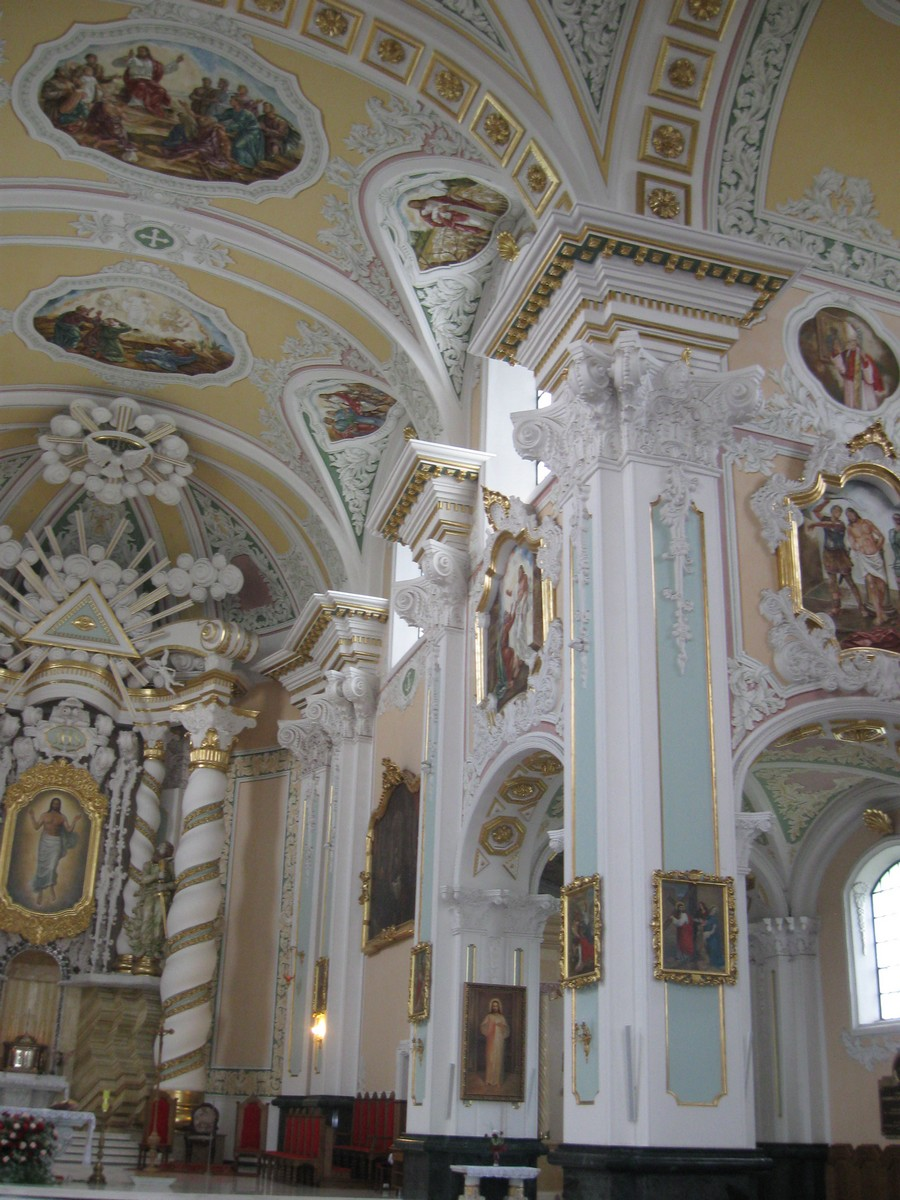
Nave derecha
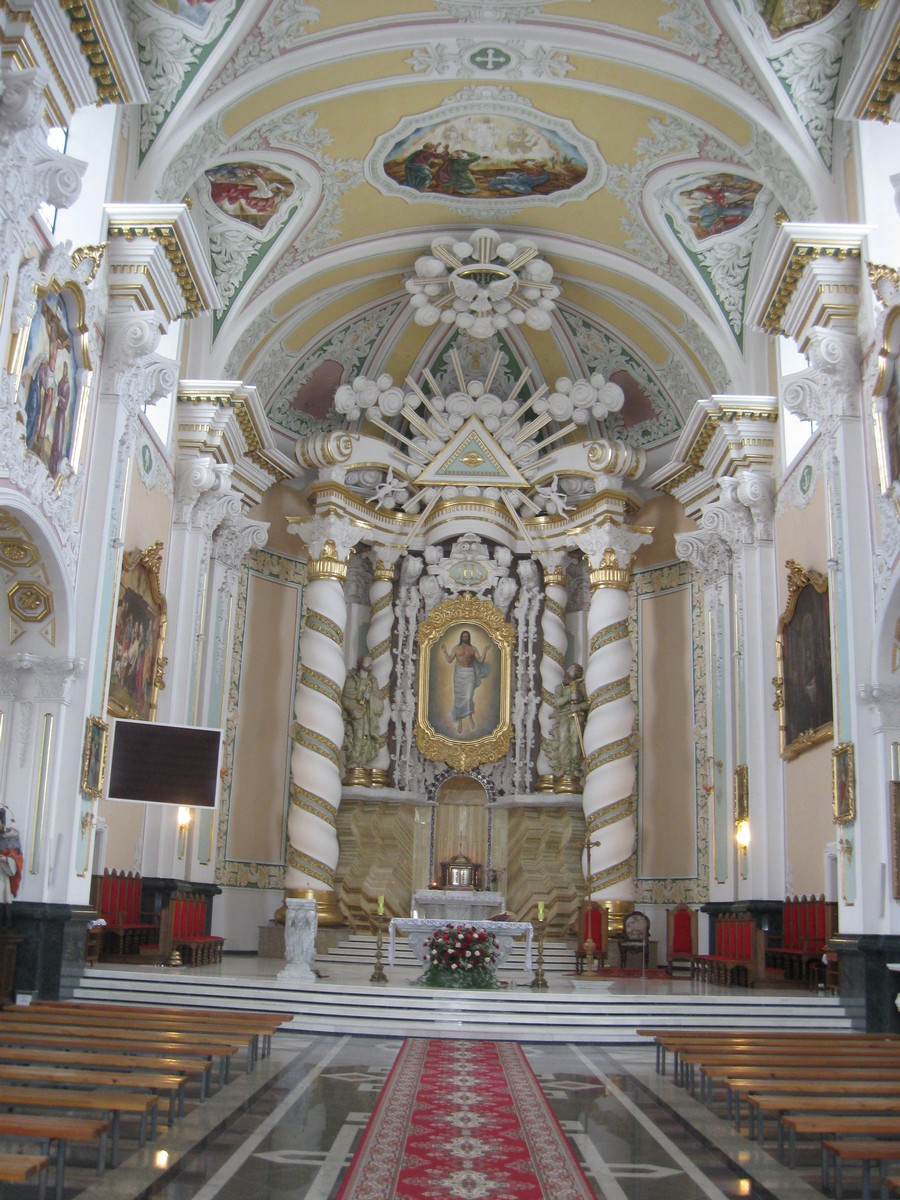
El altar de la nave principal
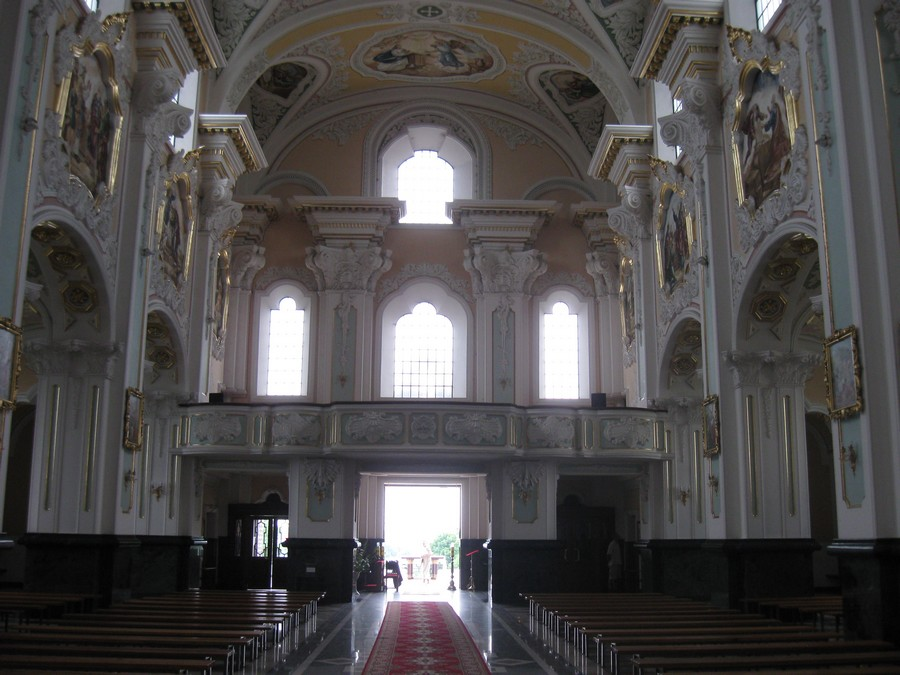
Vista del coro